# 중앙소방본부
중앙소방본부(中央消防本部, 영어: Central Fire Service)는 대한민국 국민안전처 직속에서 소방 및 안전관리의 사무를 관장하는 대한민국의 행정 기관이었다. 2014년 소방방재청의 소방·구조·구급 업무를 인계받아 설치되었다. 서울특별시 종로구 세종대로에 위치했고, 본부장은 소방총감으로 보했다.

## 연혁
- 1975년 8월 26일 - 내무부의 소속기관으로 소방국을 설치.[2]
- 1989년 12월 : 국회본회의에서 소방국장에 소방공무원을 보하는 것을 결정.
- 1994년 : 최형우 내무부 장관 소방청 독립 발언.
- 1998년 2월 28일 : 행정자치부로 소속 변경.[3]
- 1998년 : 행자부 소방국 주무과장의 보직 변경(일반직 → 소방공무원).
- 1999년 : 김충조 의원 외 23명 소방청 법률안 상정.
- 2000년 11월 : 소방청 설립을 위한 대국민 공청회(119매거진 | 세종문화회관).
- 2000년 11월 : 소방관 처우 개선 및 소방청 설립을 위한 대국민 서명운동 시작.
- 2001년 7월 : 행정자치부 소방국 CI가 비둘기에서 새매로 교체.
- 2004년 6월 1일 : 행정자치부의 외청으로 소방방재청을 설치.[4]
- 2008년 2월 29일 : 행정안전부의 외청으로 소속 변경.[5]
- 2013년 3월 23일 : 안전행정부의 외청으로 소속 변경.[6]
- 2014년 11월 19일 : 국민안전처의 직속기구로 소속 변경.
- 2017년 7월 25일 : 정부조직법 개정안에 따라 행정안전부 산하 소방청으로 개편

## 조직
본부장
소방조정관
| - 소방정책국 - 소방정책과 - 소방제도과 - 소방조사과 - 소방산업과 | - 119구조구급국 - 119구조과 - 119구급과 - 119생활안전과 - 소방장비항공과 |

## 산하 기관
- 중앙소방학교
- 중앙119구조본부

## 비판

### 처우개선
소방공무원에 대한 처우개선 및 소방장비 교체를 위한 예산확보 및 정책집행을 제대로 수행하지 못하자 지방조직으로 이원화된 소방조직을 경찰조직처럼 국가조직으로 일원화하는 독립소방청 신설의 여론이 들끓고 있다. 실제 재정이 열악한 지방단체의 소방조직에 대한 국가의 국비지원율은 2%대로 이는 OECD 국가의 평균 국비지원율인 67.7%에 비해 한참 모자란 수치이다.

### 조직의 이원화
육상 재난의 대응 조직인 소방 조직이 국가와 지방으로 이원화되어 있어 '반쪽'이라는 비판이 있다. 일각에서는 국가와 지방으로 이원화되어 있는 조직을 일원화하고 재난 현장을 지휘할 권한을 부여해야 한다고 주장했으나, 대한민국 기획재정부는 인건비 부담과 소방 인프라 비용부담으로 인해 난색을 표했다.
또한 소방총감 계급이 폐지되면서 소방총수가 강등되고, 소방방재청이 해체되면서 소방공무원의 사기가 떨어진다는 지적도 있었으나, 차관급으로 위상이 유지되었다.

## 같이 보기
- 중앙소방본부장
- 대한민국의 소방, 소방발전협의회, 소방관
- 소방본부, 소방서, 119구조대, 119매거진, 소방방재신문
- 해양경비안전본부
- 미국 연방재난관리청